# Пугачёвский мост
Пугачёвский мост, также Мост Каменная Переправа — автодорожный мост через реку Уфу в городе Уфе южнее Каменной переправы и севернее устья реки Уфы.
Движение организовано по две полосы в обоих направлениях.
При строительстве протока Кузнецовский Затон реки Уфы засыпана в северной части, и остров Кузнецовский стал полуостровом. Также при строительстве канализирован в бетонный коллектор Каменный ручей.
Насыпь, укреплённая железобетонными плитами, и транспортная развязка с восточной стороны моста получила название «Уфимская гитара» из-за схожести формы с гитарой на виде сверху.

## История
Строительство первой очереди моста начато АО «Уралмостострой» по проекту Уфимского проектно-производственного центра «Уралдортранс» летом 2006 года, второй очереди — в октябре 2008 года. Первая очередь моста открыта 9 октября 2008 года, ко Дню Республики, вторая очередь — 6 мая 2011 года. Тогда же, в 2008 году, паромная переправа «Каменная переправа» закрыта.
Впервые в Уфе на новом мосту уложено специальное покрытие — полимерно-битумный асфальтобетон — совместная разработка Института нефтехимпереработки и АО «Башкиравтодор».
Длина моста — 630 м.